# Gömöry Árpád
Vitéz Gömöry Árpád József Mihály (Hatvan, 1882. május 28. – Budapest, 1943. augusztus 13.) magyar királyi tábornok (vezérőrnagy), az Osztrák Császári Vaskorona-rend lovagja, Tiszti Arany Vitézségi Érmes, Borsod-Gömör vármegye-, majd Észak-Pest vármegye testnevelési felügyelője, a "Dobsinai Társaskör" tagja, író.

## Családja és származása
A régi dobsinai ágostai hitvallású buléner polgári származású Gömöry családnak a sarja, amelynek az ősei 1326 óta űzték a bányászatot szabad polgárokként. A család legkorábbi ismert említése 1651-ből való és több száz éven át dobsinai városbírák is voltak; felmenői Rákóczi Ferencnek gyártottak fegyvereket a dobsinai bányászokkal és kohászokkal együtt. Apja Gömöry József (1852–1908) dobsinai születésű vonatkísérő, anyja a vágbesztercei születésű Politzer Mária Jozefina (1845–1932) volt; anyja Politzer Mária 1922-ben vezetéknevét „Nagy”-ra magyarosította. Apai nagyszülei Gömöry Simon (1813–1879), dobsinai vasgyári tiszt, és Eltscher Zsuzsanna (1817–1878), dobsinai lakosok voltak; az apai nagyapai dédszülei idősebb Gömöry Simon (1774–1825), dobsinai bányász és Róth Eszter (1779–1857) voltak. Gömöry Árpádot apja vallásában az ágostai hitvallásában keresztelték meg Aszódon. Leánytestvére, Gömöry Vilma (1885–1962) színésznő volt. Gömöry Árpád másodfokú unokatestvérei: Gömöry Gottlieb (1838–1908), cserzővarga, vadászhadnagy és Stranszky Hermina (1847–1939) lányai Gömöry Anna (1874-1946) kereskedőasszony, akinek a férje a jómódú római katolikus budapesti nagypolgári Lenz családból való Lenz Gyula (1848-1910) nagykereskedő, bérháztulajdonos, valamint Gömöry Irén (1888–1958) asszony, akinek a férje dr. Lux Gyula (1884–1957) tanár, nyelvész, tanügyi főtanácsos, tartalékos hadnagy, a dobsinai és dél-szepesi német kultúra jeles kutatója. Gömöry Árpádnak egy másik másodfokú unokatestvére Gömöry László (1868–1934), csendőrezredes, a Ferenc József-rend lovagja volt.

## Élete
A temesvári hadapródiskolában kezdte katonai pályafutását. 1902. november 1-jével hadnaggyá nevezték ki, 1909. május 1-jével főhadnagy, majd 1914. augusztus 1-jétől százados. Az események idején a cs. és kir. debreceni 39. gyalogezred egyik géppuskás osztagának a parancsnoka. Mint százados Gömöry Árpád és a 39. gyalogezred géppuskás századának parancsnoka 1914. szeptember 11.én Lesmowicénél (Galícia) és mint a 3. honvéd huszárezred II. lövészosztályának parancsnoka. 1914 szeptemberében az orosz fronton a 2. lembergi csata idején a 17. gyaloghadosztály Komarnóról Einsiedel–Lesniovicén keresztül Pustomytyre támadott. Ennek során a hadosztály kötelékébe tartozó cs. és kir. 39. gyalogezred szeptember 8-án veszteségteljes harcokat vívott Einsiedel előtt, szeptember 9-én pedig sikeres éjjeli támadást hajtott végre Serdice – Einsiedelre.
A további előnyomulás következtében 10-én az ezred már a Malinovkától délre lévő erdőben állt egy újabb támadásra készen.5 Ugyanezen a napon a nagy veszteségeket szenvedett géppuskás osztagokat Gömöry Árpád százados parancsnoksága alatt egy században egyesítették. Szeptember 11-én az ezred Lesniovice ellen indított támadás. 1916. július 6-án Galusia-nál vívott harcokban tanúsított vitéz magatartásáért. 1914 novemberében a Bronz Katonai Érdemérmet a Katonai Érdemkereszt szalagján adományozták részére. 1915 júliusában az Ezüst Katonai Érdemérmet is megkapta, amelyet 1916 októberében másodízben is kiérdemelt. 1915 májusában a III. o. Katonai Érdemkereszt a hadi-díszítménnyel és kardokkal kitüntetést kapta, 1916-ban pedig a III. o. Vaskorona Rend a hadi-díszítménnyel és a kardokkal kitüntetést is kiérdemelte. Ezen felül a háború során a német II. o. Vaskereszttel is kitüntették. A háború után is aktív katonatiszt maradt.
Az 1920-as évektől Gömöry Árpád, Sztehlo Zoltán és dr. Lux Gyula mellett igen tevékeny kutatást végzett dobsinai történelmi témákról; több ízben tanulmányokat is adtak ki. Gömöry Árpád dr Lux Gyulával együtt, a "Dobsinai Társaskör" alapító tagja és vezetője volt.
1932. szeptember 1-től 1935. május 1-ig a miskolci 13. honvéd gyalogezred parancsnoka. Majd a 7. vegyesdandár parancsnok helyettese nyugdíjazásáig 1938. július 31-ig. 1928. május 1-jével ezredessé, 1936. november 1-ével tábornokká nevezték ki.

## Kitüntetései
Gömöry Árpádot az első világháború alatt több alkalommal is kitüntették. 1914 novemberében a Bronz Katonai Érdemérmet a Katonai Érdemkereszt szalagján adományozták részére. 1915 júliusában az Ezüst Katonai Érdemérmet is megkapta, amelyet 1916 októberében másodízben is kiérdemelt. 1915 májusában a III. o. Katonai Érdemkereszt a hadidíszítménnyel és kardokkal kitüntetést kapta, 1916-ban pedig a III. o. Vaskorona Rend a hadidíszítménnyel és a kardokkal kitüntetést is kiérdemelte. Ezen felül a háború során a német II. o. Vaskereszttel is kitüntették. A háború után is aktív katonatiszt maradt.

## Házassága és gyermekei
1914. október 29-én feleségül vette Felsősajón az ágostai hitvallású Ráth-Langhoffer Aranka Jusztinát (Felsősajó, Gömör és Kishont vármegye, 1893. augusztus 3. – Budapest, 1979. március 14.), akinek a vér szerinti szülei Ráth Károly rézöntő és Sztankovics Julianna voltak. Szülei korai halála után a keresztszülei, Langhoffer József, felsősajói földbirtokos és Sztankovics Zsuzsanna (1864-1932) örökbe fogadták. A házasságukból született:
- Gömöry Aranka (Budapest, 1915. augusztus 27. – Vác, 2006. november 15.), vasdiplomás rajztanár, festőművész.[15]
- Gömöry József (Örkény, 1917. augusztus 23.–Dombóvár, 2005. június 29.), dombóvári gimnáziumi tanár, evangélikus lelkész, Dombóvár díszpolgára. Felesége: Turi Klára.[16]
- Gömöry Zsuzsanna Emília (Felsősajó, 1919. december 18.–Budapest, 1987. január 17.). Férje: Janits Lajos (Miskolc, 1906. szeptember 23.–Budapest, (XII. kerület), 1945. február 2.), okleveles gyógyszerész, vendéglős, a Miskolci Vendéglősök Egyesületének elnöke, a miskolci Korona szállótulajdonosa.[17][18][19]
- Gömöry Judit (Miskolc, 1921. november 7. – Budapest, 2002. április 25.), tanítónő. Férje: Janits Béla (Rudabánya, 1901. szeptember 25.–Budapest, 1980. március 9.), MÁVAG intéző, okleveles mérnök.[20][21][22][23]
- Gomory Mária Katalin (Budapest, 1935. december 9.). Férje: Horváth Zoltán.